# Svršek (karta)

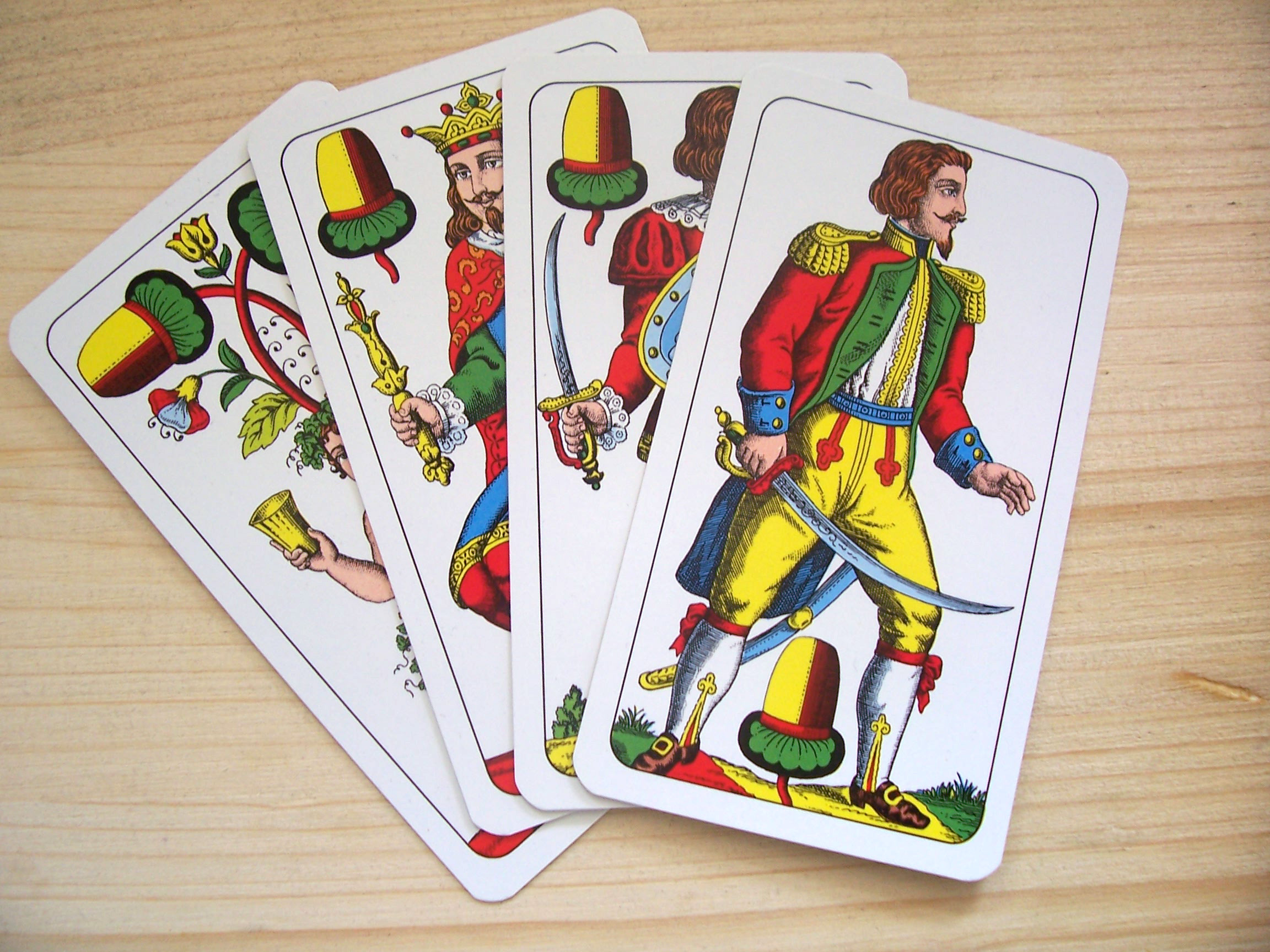
Svršek je druhá karta zprava

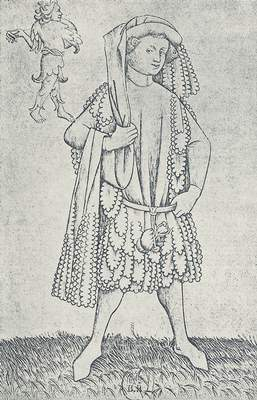
Svršek (mědirytina, Německo, 15. století)

Svršek (německy Ober) je v kartách jedna z hracích karet mariášového (německého) typu, hraných i v českém prostředí. Mívá přezdívku filek.

## Pořadí karet
V mariášových kartách jsou čtyři různé barvy a každá má 8 různých hodnot, od nejnižší je to 7 – 8 – 9 – 10 – spodek – svršek – král a eso. V karetních hrách, kde jsou k dispozici pouze karty žolíkové, lze svrška nahradit kartou Q čili dámou.

## Grafické znázornění

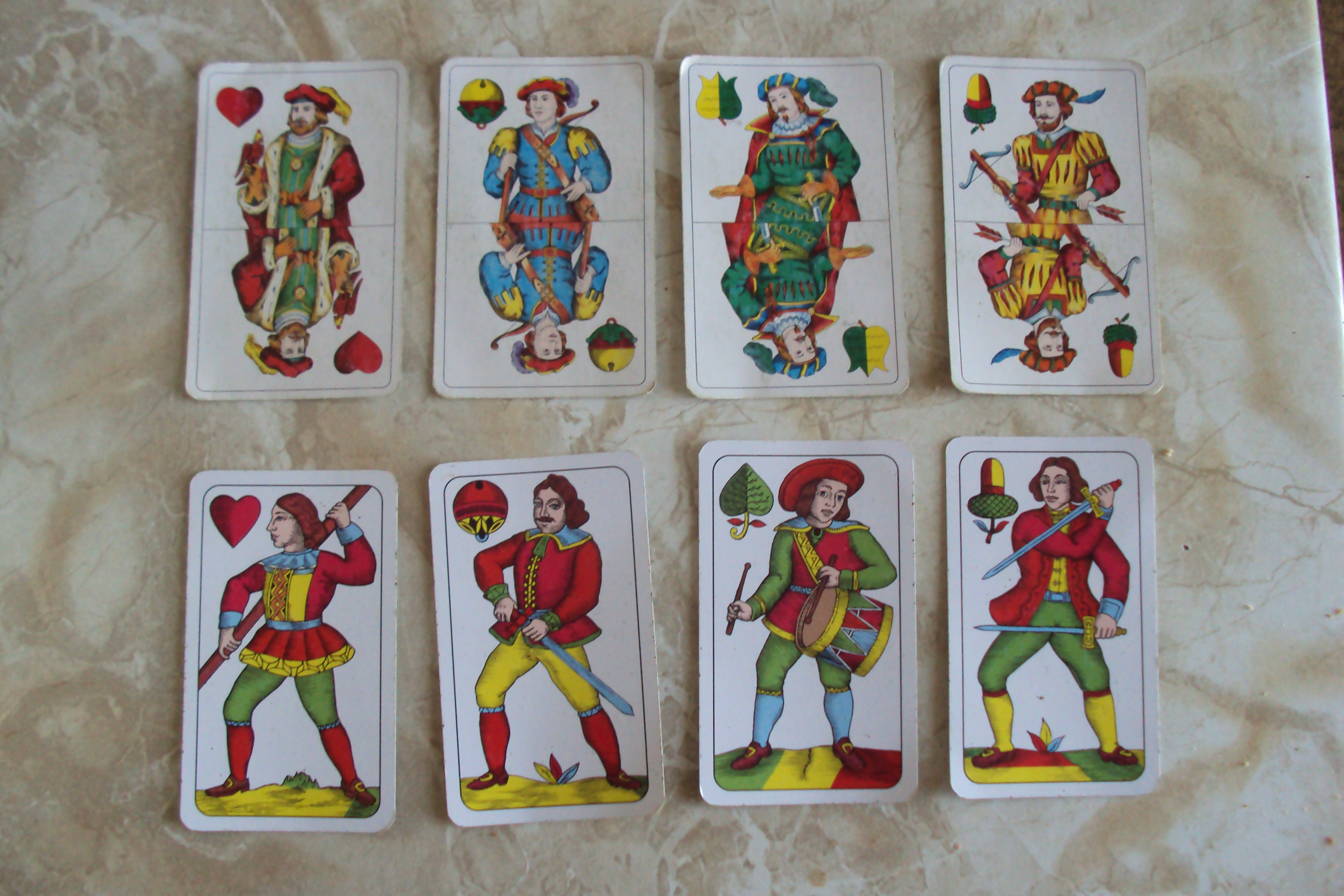
Svršky jedno- i dvouhlavých karet

U mariášových karet jednohlavých i dvouhlavých je postava doplněna barevným znakem nahoře. Podobná karta spodek má tento znak dole či u pasu.

## Hodnota karty
Hodnota je určena v každé hře jinak, podle dohodnutých pravidel hry.